# Robert Edward Lee
Robert Edward Lee (Stratford Hall Plantation, 19 gennaio 1807 – Lexington, 12 ottobre 1870) è stato un generale statunitense.
Iniziò la sua carriera nell'esercito statunitense, per sposare da virginiano la causa dei nascenti Stati Confederati d'America, di cui divenne il principale condottiero militare durante la guerra civile. Guidò così per oltre tre anni l'Armata della Virginia Settentrionale, una delle maggiori forze militari della confederazione, e negli ultimi mesi della guerra divenne anche ufficialmente il comandante in capo dell'esercito sudista. 
Guadagnò fama grazie alle vittorie conseguite contro forze militari spesso nettamente superiori. Dopo la guerra s'impegnò per la riconciliazione e trascorse i suoi ultimi anni come presidente di un Collegio che in seguito porterà il suo nome.

## Gioventù e carriera
Robert Edward Lee nacque a Stratford Hall Plantation, nella contea di Westmoreland (Virginia), quarto figlio di un eroe della guerra d'indipendenza americana, Henry Lee ("Lighthorse Harry"), e di Anne Hill Lee (nata Carter). Suo padre era discendente di una delle famiglie storicamente più importanti e influenti della Virginia. Entrò nell'Accademia Militare degli Stati Uniti a West Point nel 1825. Quando nel 1829 si diplomò (secondo su quarantasei della sua classe), non solo raggiunse il vertice accademico, ma non dovette neppure registrare nessun punto di demerito a suo carico. Fu assegnato come sottotenente (second lieutenant) al Corpo del Genio.
Lee servì per diciassette mesi a Fort Pulaski (Cockspur Island, Georgia). Nel 1831 fu trasferito a Fort Monroe, Virginia, come assistente ingegnere. Mentre era lì di guarnigione, sposò ad Arlington House, residenza dei genitori della moglie, proprio di fronte a Washington, Mary Anna Randolph Custis (1808-1873), la bis-bisnipote di Martha Washington. Ebbero sette figli, tre ragazzi e quattro ragazze: George Washington Custis, William H. Fitzhugh, Robert Edward, Mary, Annie, Agnes e Mildred.

### Genio militare
Lee servì come assistente nell'ufficio dell'ingegnere-capo a Washington dal 1834 al 1837, ma trascorse l'estate del 1835 aiutando a tracciare le linee di confine statale fra Ohio e Michigan. Nel 1837 ricevette il primo comando importante. Come tenente (first lieutenant) del Genio supervisionò i lavori ingegneristici per il porto di Saint Louis e per i tratti superiori dei fiumi Mississippi e Missouri. I suoi lavori gli fruttarono una promozione a capitano. Nel 1841 fu trasferito a Fort Hamilton, nel porto di New York, dove ricevette l'incarico di costruire fortificazioni.

### Guerra messicana, West Point e Texas
Lee si distinse nella guerra messico-statunitense (1846-1848). Fu uno degli aiutanti di Winfield Scott nella marcia da Veracruz a Città del Messico. Fu parte attiva in numerose vittorie statunitensi grazie alle sue personali ricognizioni in qualità di ufficiale di Stato Maggiore. Identificò le vie d'attacco che i messicani non avevano pensato di presidiare in quanto pensavano che il terreno non consentisse alcun transito.
Fu promosso maggiore dopo la battaglia di Cerro Gordo nell'aprile 1847. Combatté anche a Contreras, a Churubusco e a Chapultepec e fu ferito in quest'ultima occasione. Alla fine della guerra era stato promosso tenente colonnello.
Dopo la guerra messicana trascorse tre anni a Fort Carroll, nel porto di Baltimora, dopo i quali diventò sovrintendente di West Point nel 1852. Durante i suoi tre anni a West Point Lee migliorò gli impianti e i corsi e passò molto tempo con i cadetti. Il figlio più grande di Lee, George Washington Custis Lee, raggiunse West Point nel corso del suo mandato. Custis Lee ricevette il brevetto nel 1854, primo della sua classe.
Nel 1855 Lee diventò tenente colonnello del 2º Cavalleria degli Stati Uniti (sotto il comando del colonnello Albert Sidney Johnston) e fu inviato sul fronte del Texas, dove aiutò a proteggere i coloni dagli attacchi degli Apache e dei Comanche.
Quelli non furono anni felici per Lee, dal momento che non amava stare lontano dalla sua famiglia per lunghi periodi di tempo, specialmente perché sua moglie era sempre più malata. Lee tornava a casa per vederla non appena gli era possibile.
Gli accadde di essere a Washington nel momento dell'incursione nel 1859 di John Brown contro Harper's Ferry, in Virginia (ora Virginia Occidentale) e fu inviato sul posto per arrestare Brown e ristabilire l'ordine. Assolse il suo compito con rapidità e poi tornò al suo reggimento in Texas. Allorché il Texas proclamò la sua secessione dall'Unione nel 1861, Lee fu chiamato a Washington in attesa di nuovi ordini.

### Lee proprietario di schiavi
In quanto membro dell'aristocrazia della Virginia, Lee visse a stretto contatto con la schiavitù per tutta la sua vita. Si è saputo con certezza che egli aveva posseduto schiavi solo nel 1846, quando fu scoperta la sua manifestazione di volontà registrata nella Contea Rockbridge (Virginia), in cui egli faceva riferimento a una donna schiava di nome Nancy e ai suoi figli, e nella quale Lee provvedeva al loro affrancamento in caso di sua morte.
Tuttavia, quando il suocero di Lee, George Washington Parke Custis, morì nell'ottobre del 1857, Lee ricevette un considerevole patrimonio per il tramite di sua moglie ed ebbe il temporaneo controllo di una notevole quantità di schiavi (63 in tutto, fra uomini, donne e bambini), in quanto esecutore delle volontà di Custis. In ossequio alle disposizioni testamentarie, gli schiavi furono liberati «secondo le modalità che ai miei esecutori sembreranno più rapide e adeguate», con un massimo di cinque anni dalla data di morte di Custis; Lee provvide a sistemare la faccenda con i necessari passaggi legali relativi alla manomissione.
La volontà di Custis fu omologata legalmente il 7 dicembre 1857. Sebbene Robert Lee Randolph, Right Reverend William Meade e George Washington Peter fossero nominati esecutori con Robert E. Lee, i primi tre mancarono di effettuare i necessari passi legali, lasciando Lee come solo responsabile del patrimonio, con l'esclusivo controllo di tutti i vecchi schiavi di Custis. Malgrado le volontà circa questi schiavi da emancipare dicessero «secondo le modalità che ai miei esecutori sembreranno più rapide e adeguate», Lee si trovò nella necessità di pagare i debiti di suo suocero e di riparare le proprietà che aveva ereditato. Decise così di risparmiare per tutti i cinque anni nei quali ebbe sotto il proprio controllo gli schiavi, impiegandoli nelle piantagioni dei suoi vicini e nella Virginia orientale (dove c'era forte richiesta di lavoro). La decisione provocò insoddisfazione fra gli schiavi, che avevano pensato di diventare uomini liberi subito dopo la morte di Custis.
Nel 1859 tre di questi schiavi, Wesley Norris, sua sorella Mary e un loro cugino, fuggirono verso il Nord, ma furono catturati di nuovo a poche miglia dal confine con la Pennsylvania e obbligati a tornare ad Arlington. Gli autori di due lettere anonime al New York Tribune, datate 19 giugno e 21 giugno 1859, asseriscono di aver sentito dire che Lee avrebbe frustato i Norris; in un'intervista del 1866 pubblicata nel National Anti-Slavery Standard, Wesley Norris stesso assicurò che Lee li aveva frustati e aveva lacerato le loro schiene sfregandole con acqua salata. Lee inviò i Norris a lavorare per le ferrovie a Richmond (Virginia) e in Alabama. Wesley Norris recuperò la sua condizione di uomo libero nel gennaio del 1863, infiltrandosi attraverso le linee confederate nei pressi di Richmond e indirizzandosi verso il territorio controllato dall'Unione.
Lee affrancò gli altri schiavi di Custis al termine del periodo di cinque anni, nell'inverno del 1862.

## Guerra di secessione

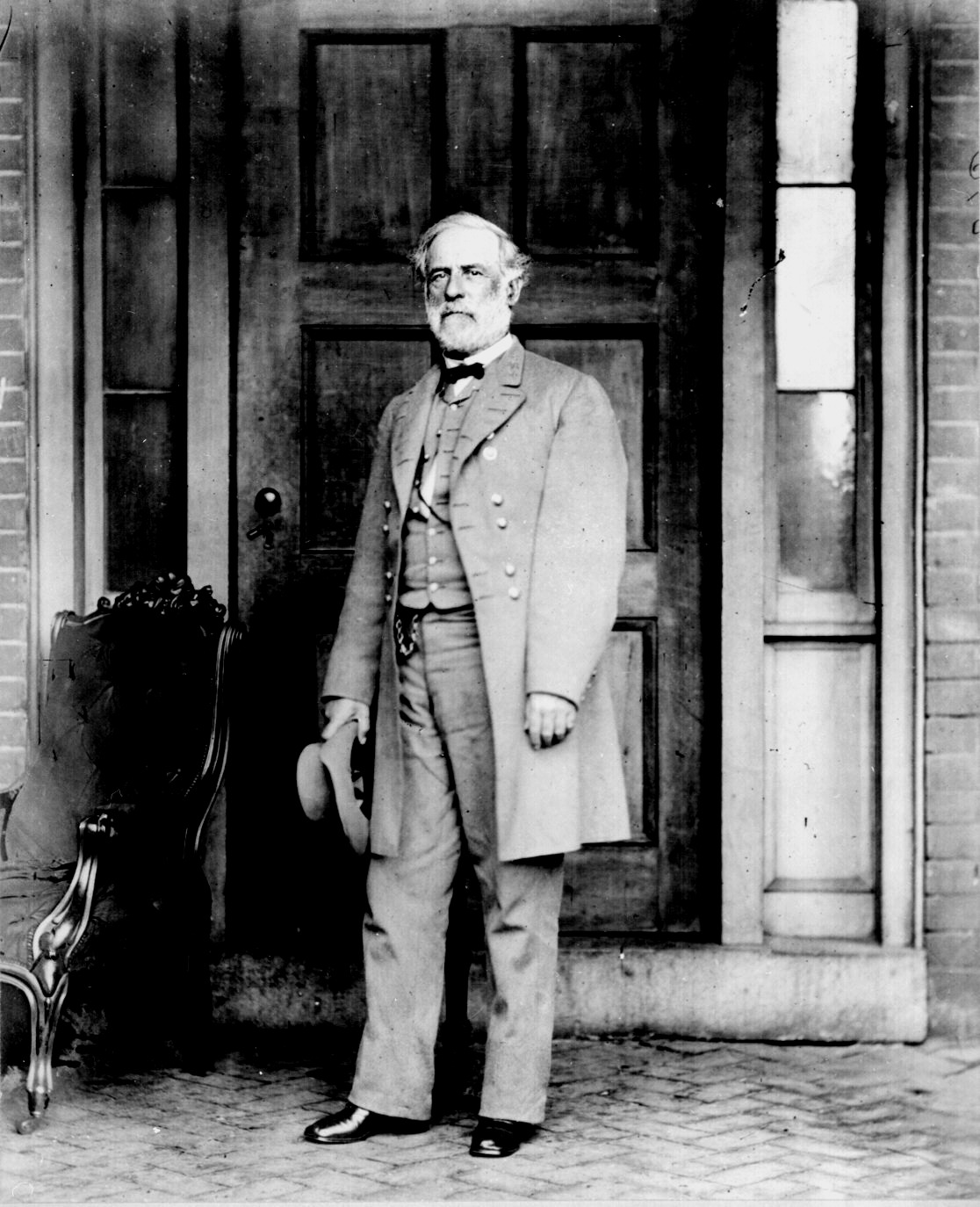
Foto di Lee fatta nel 1865 da Mathew Brady

Il 18 aprile 1861, alla vigilia della guerra di secessione statunitense il presidente Abraham Lincoln, per il tramite del Segretario di Stato alla Guerra Simon Cameron, offrì a Lee il comando delle forze armate dell'Unione grazie a un intermediario, un politico repubblicano del Maryland, Francis P. Blair, a casa del figlio Montgomery, direttore del servizio postale di Lincoln a Washington. I sentimenti di Lee erano contrari alla secessione, come denunciò in una lettera del 1861 in cui parlava di essa definendola «nient'altro che rivoluzione» e tradimento degli sforzi dei Padri Fondatori. Tuttavia la sua lealtà nei confronti della sua natia Virginia gli fece raggiungere le file della Confederazione.
Allo scoppio della guerra fu nominato alla testa di tutte le forze della Virginia e poi uno dei primi cinque generali comandanti (full general) delle forze confederate. Lee, comunque, rifiutò di indossare le mostrine di Generale della Confederazione affermando che, in considerazione del suo rango di colonnello dell'esercito degli Stati Uniti, egli avrebbe indossato solo le tre stelle di colonnello confederato fin quando la guerra civile non fosse stata vinta e Lee, in tempo di pace, avesse potuto essere promosso generale nell'esercito della Confederazione.
Dopo aver comandato le forze confederate nella Virginia occidentale ed essere poi stato incaricato delle difese costiere lungo i litorali della Carolina, divenne consigliere militare di Jefferson Davis, presidente della Confederazione, che egli aveva conosciuto ai tempi di West Point.

### Comandante dell'Armata della Virginia settentrionale
A seguito della ferita ricevuta dal generale Joseph E. Johnston nella battaglia di Seven Pines, il 1º giugno 1862, Lee assunse il comando dell'Armata della Virginia Settentrionale, la sua prima opportunità di comandare un esercito sul campo. Subito lanciò una serie di attacchi nelle battaglie dei Sette Giorni, contro le forze unioniste del generale George B. McClellan che minacciavano Richmond, la capitale confederata. Gli attacchi di Lee comportarono pesanti perdite della Confederazione dovute a maldestre prestazioni tattiche dei suoi subordinati ma le sue aggressive iniziative innervosirono McClellan. Dopo il ritiro di McClellan, Lee sconfisse un altro esercito unionista nella seconda battaglia di Bull Run (chiamata dalla Confederazione "Seconda Manassas"). Invase poi il Maryland, sperando di rifornirsi e possibilmente influenzare le elezioni del Nord in cui si discuteva di mettere fine alla guerra. McClellan venne in possesso di un ordine smarrito che rivelava i piani di Lee e manovrò per portarsi con forze superiori ad Antietam prima che l'Armata di Lee potesse essere radunata. Nella più cruenta giornata della guerra, Lee respinse gli assalti unionisti ma si ritirò in Virginia con la sua Armata decimata.

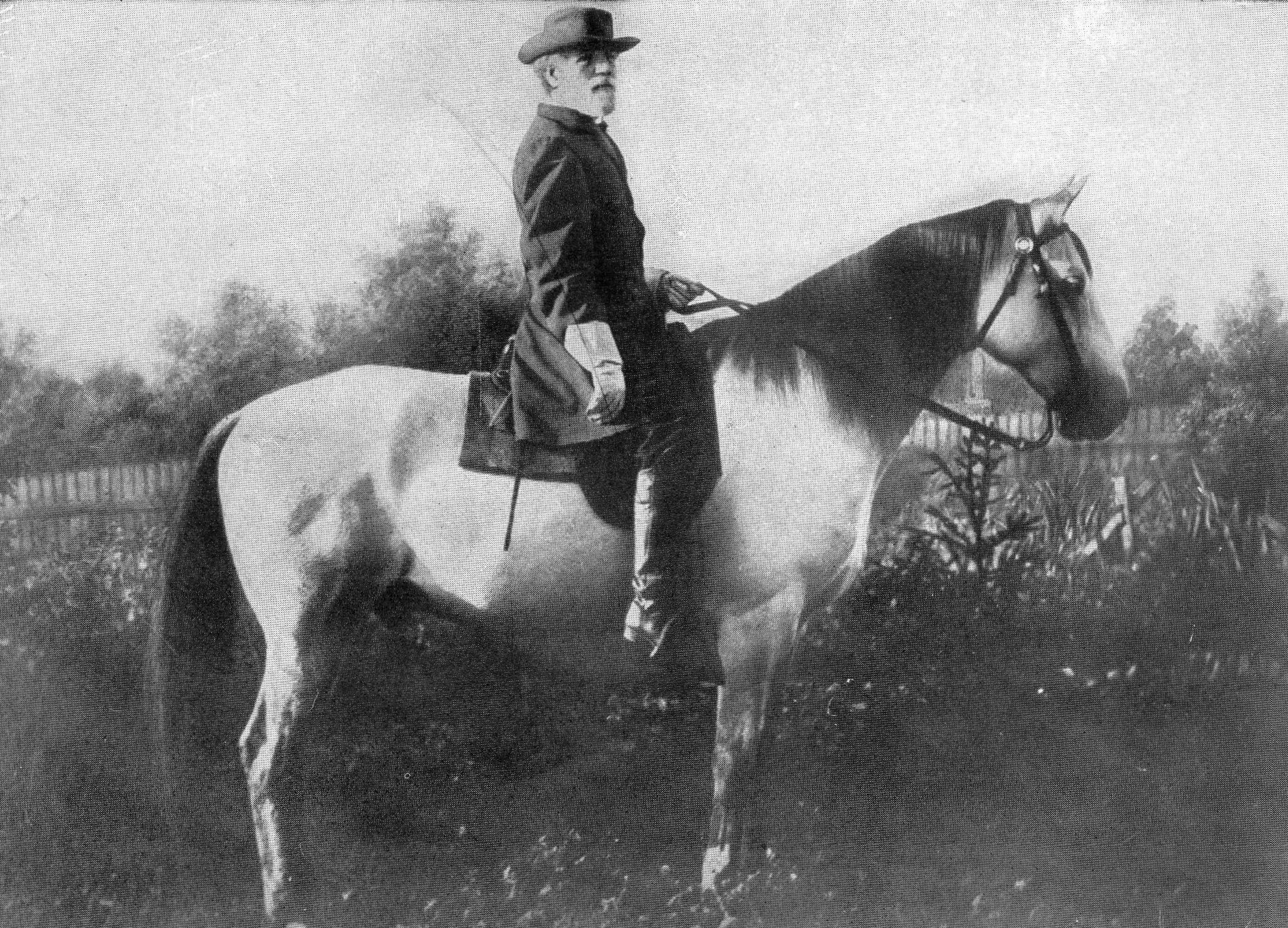
Lee a cavallo di Traveller

Contrariato per il fallimento di McClellan di distruggere l'esercito di Lee, Lincoln nominò Ambrose Burnside comandante dell'Armata del Potomac. Burnside ordinò un attacco al di là del fiume Rappahannock in quella che fu definita la battaglia di Fredericksburg. I ritardi nel gettare i ponti sul fiume regalarono all'Armata di Lee tempo in abbondanza per organizzare una solida difesa e l'attacco del 12 dicembre 1862 fu un disastro per l'Unione. Lincoln allora nominò Joseph Hooker comandante dell'Armata del Potomac. L'avanzata di Hooker per attaccare Lee nel maggio 1863, presso Chancellorsville, in Virginia, lo portò a una sconfitta per opera di Lee, grazie all'audace piano di "Stonewall" Jackson di dividere l'esercito e di attaccare il fianco di Hooker. Fu una vittoria clamorosa ai danni di una forza molto maggiore, ma essa comportò un grave costo, dal momento che il miglior subordinato di Lee, Thomas Jonathan Jackson, fu gravemente ferito e morì poco dopo per una polmonite intervenuta dopo l'amputazione del braccio.
Nell'estate del 1863 Lee intraprese una nuova invasione del Nord nella speranza che una vittoria del Sud avrebbe obbligato il Nord a riconoscere l'indipendenza della Confederazione. Il suo tentativo di sconfiggere le forze unioniste al comando di George G. Meade a Gettysburg, in Pennsylvania, tuttavia fallì. I suoi subordinati non attaccarono con il piglio aggressivo che Lee si aspettava. La cavalleria di J.E.B. Stuart era lontano dal luogo degli scontri e la decisione di Lee di lanciare un massiccio attacco contro il centro delle linee dell'Unione — la disastrosa Carica di Pickett — si concluse con pesanti perdite. Lee fu costretto a ritirarsi ancora ma, come dopo Antietam, non fu inseguito con determinazione. In seguito alla sua sconfitta a Gettysburg, Lee inviò una lettera di dimissioni al Presidente confederato Jefferson Davis l'8 agosto 1863, ma Davis respinse la richiesta di Lee.
Nel 1864 il nuovo generale comandante in capo dell'Unione, Ulysses S. Grant, cercò di distruggere l'Armata di Lee e di catturare Richmond. Lee e i suoi uomini bloccarono l'avanzata ma Grant ricevette rinforzi massicci e cominciò a spingersi ogni volta un po' di più verso Sud-est. Tali battaglie, nella campagna terrestre, compresero Wilderness, Spotsylvania Court House e Cold Harbor. Grant infine ingannò Lee spostando segretamente la sua Armata al di là del fiume James. Dopo aver bloccato un tentativo dell'Unione di catturare Petersburg (Virginia), un collegamento ferroviario vitale per rifornire Richmond, gli uomini di Lee costruirono un sistema elaborato di trincee e furono assediati a Petersburg. Lee tentò di rompere la situazione di stallo inviando Jubal A. Early a compiere un'incursione attraverso la valle dello Shenandoah su Washington, ma Early fu sconfitto dalle superiori forze avversarie di Philip H. Sheridan. L'assedio di Petersburg continuò da giugno 1864 fino ad aprile 1865.

### Generale in capo

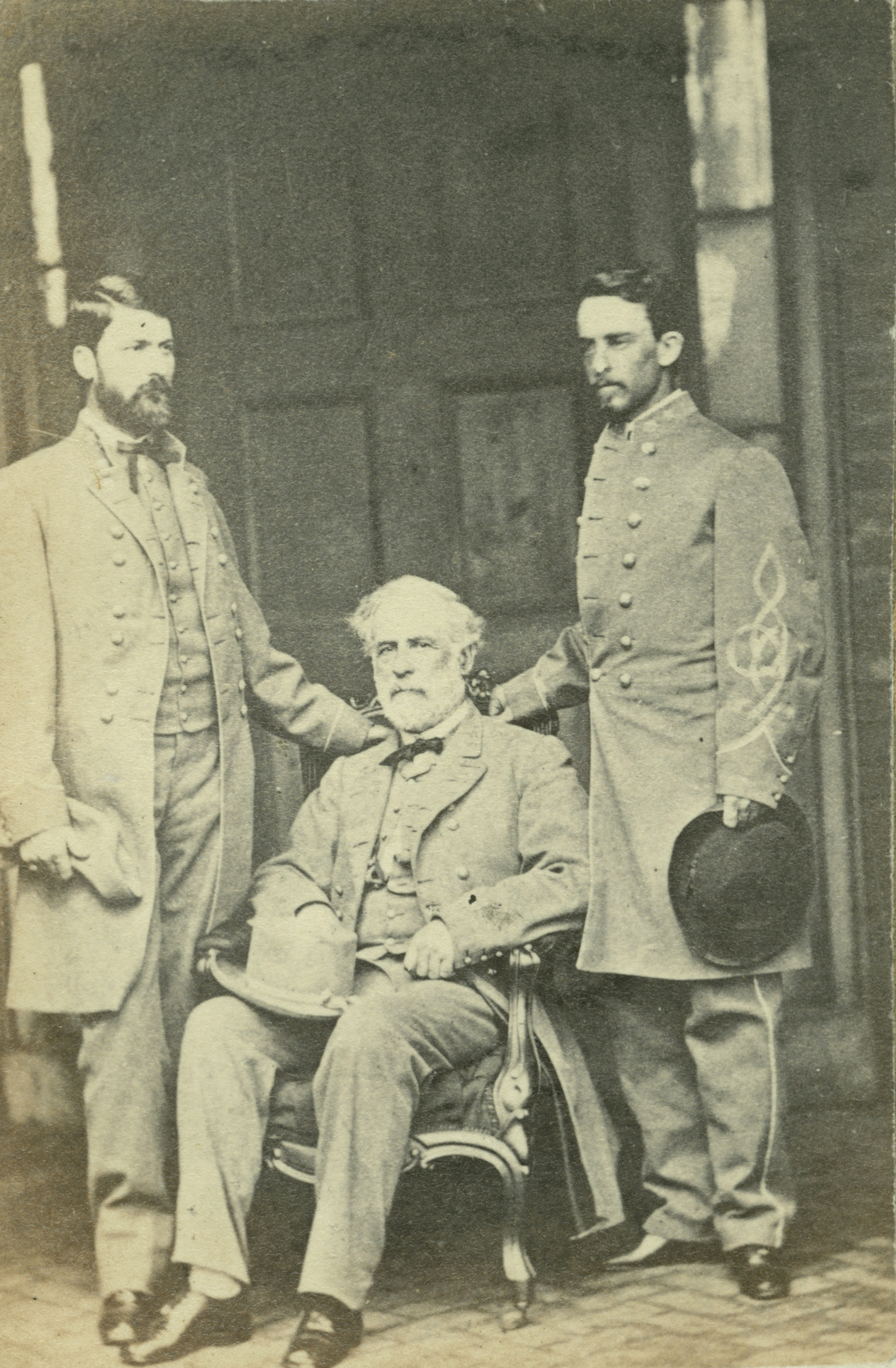
Lee con suo figlio Custis (sinistra) e Walter H. Taylor (destra)

Il 31 gennaio 1865 Lee fu promosso generale comandante in capo di tutte le forze confederate. Ai primi del 1865 egli premette affinché si adottasse un piano per consentire agli schiavi di raggiungere i ranghi dell'Armata confederata in cambio della concessione della libertà. Lo schema non dette mai frutti per il breve lasso di tempo rimasto alla Confederazione prima che essa cessasse di esistere.
Dal momento che l'Armata confederata era esausta dopo mesi di battaglie, un tentativo dell'Unione di catturare Petersburg fu realizzato il 2 aprile 1865. Lee abbandonò la difesa di Richmond e tentò di congiungersi con l'esercito del generale Joseph Johnston nella Carolina del Nord. Le sue forze si arresero all'Armata dell'Unione ed egli si consegnò al generale Grant il 9 aprile 1865, ad Appomattox Court House (Virginia). Lee rifiutò le richieste di alcuni suoi subordinati (e indirettamente di Jefferson Davis) di respingere la resa e di consentire a che piccole unità si dileguassero sulle montagne, avviando una lunga guerra di bande.

## Dopo la guerra

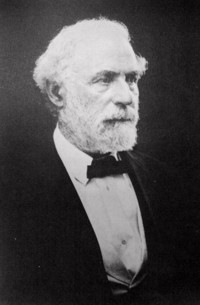
Lee dopo la guerra di secessione

Nel dopoguerra Lee s'impegnò, senza riuscirvi, affinché fosse concessa ufficialmente un'amnistia per gli avvenimenti bellici. Dopo aver completato in proposito un modulo di richiesta, questo fu portato all'attenzione del Segretario di Stato William H. Seward che, immaginando che la questione fosse stata assegnata a qualcun altro e che il modulo sulla sua scrivania fosse una copia personale, lo archiviò fin quando esso non fu ritrovato decenni più tardi nel cassetto della sua scrivania. Lee prese la mancanza di risposta come un segno dell'intenzione del governo di riservarsi il diritto di perseguirlo in futuro.
L'esempio di Lee di richiedere l'amnistia incoraggiò numerosi altri membri dell'esercito della Confederazione ad accettare il pieno reintegro nel diritto di cittadinanza degli USA. Nel 1975 il presidente Gerald Ford proclamò un perdono postumo e il Congresso degli Stati Uniti d'America restituì a costoro retroattivamente la cittadinanza, come conseguenza del rinvenimento da parte di un impiegato degli Archivi Nazionali nel 1970 del loro impegno giurato di fedeltà (vedi XIV emendamento della Costituzione degli Stati Uniti d'America).
Lee e sua moglie avevano vissuto nella casa della famiglia della moglie prima della guerra, la Custis-Lee Mansion. Essa fu confiscata dalle forze unioniste ed è oggi parte del cimitero di Arlington (Arlington National Cemetery). Dopo la sua morte, i tribunali riconobbero che la proprietà era stata illegalmente confiscata e che doveva essere restituita al figlio di Lee. Il Governo si offrì di comprare la terra intorno e venne raggiunto un accordo in merito.
Lee fu preside del Washington College (oggi Washington and Lee University) a Lexington (Virginia), dal 2 ottobre 1865. In cinque anni egli trasformò il Washington College da piccola generica scuola in uno dei principali college statunitensi che offrono corsi di economia e commercio, giornalismo e lingua spagnola. Espresse anche un completo e incisivo esempio del suo concetto di onore: «Abbiamo una sola regola, che cioè ogni studente è un gentiluomo», principio che dura ancor oggi nel Washington and Lee College e che poche altre scuole continuano a mantenere. Da rilevare che Lee orientò il College perché vi fossero attirati studenti maschi del Nord come del Sud. Il college, come molti negli USA a quel tempo, conservò tuttavia un orientamento discriminatorio quanto al problema razziale; dopo che John Chavis fu ammesso nel 1895, il Washington (poi Washington and Lee) College non volle ammettere un secondo studente di colore fino al 1966.

### Malattia finale e morte

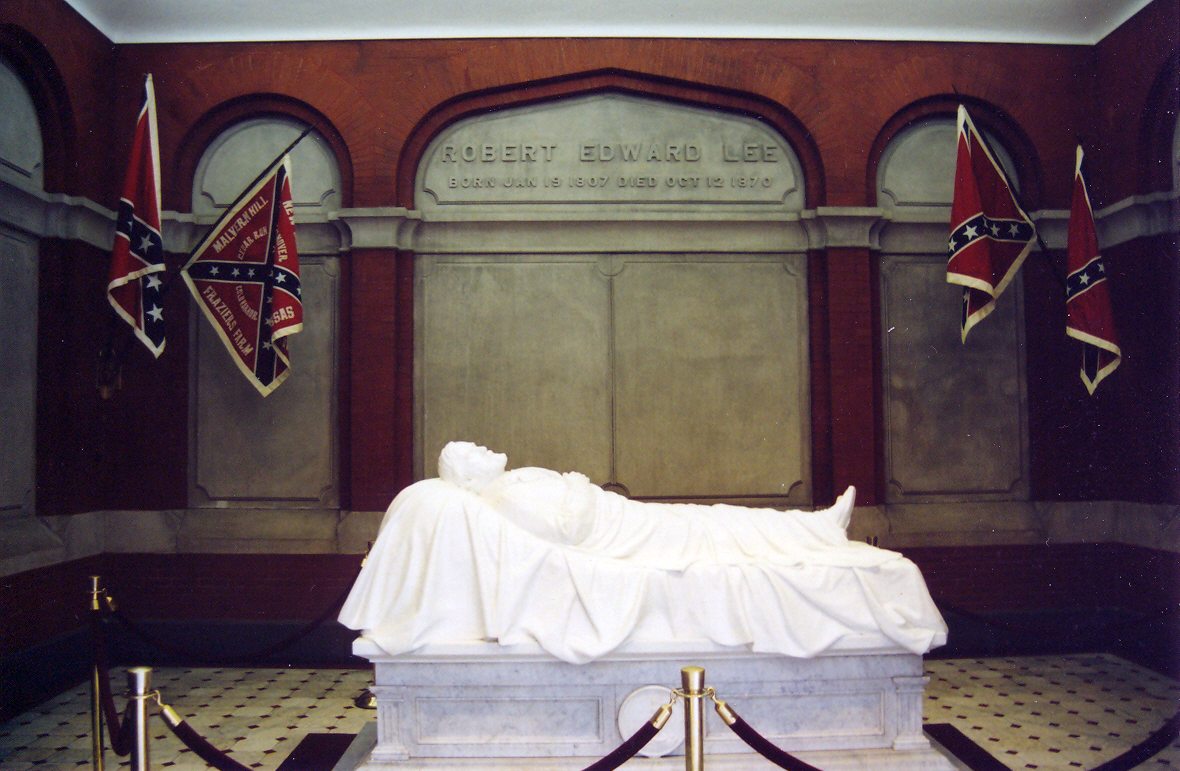
Monumento funebre di Robert E. Lee nella Lee Chapel a Lexington, Virginia (opera dello scultore Edward Valentine)

La sera del 28 settembre 1870, Lee si ammalò, impossibilitato a parlare in modo coerente. È pressoché certo che Lee abbia avuto un ictus che danneggiò i lobi frontali del cervello e che gli rese impossibile parlare. Fu nutrito forzatamente per recuperare le forze ma contrasse la polmonite, una conseguenza quasi comune per chi perdeva forze. Lee morì per gli effetti della polmonite, due settimane dopo l'ictus, la mattina del 12 ottobre 1870, a Lexington, in Virginia e fu sepolto nella Lee Chapel dell'Università Washington and Lee, in cui il suo corpo riposa tuttora.

## Al cinema e in televisione
La figura del generale Lee entrò nel mondo del cinema già all'epoca del muto per poi essere citata svariate volte nei decenni successivi.
- Nel 1911, la Champion Film Company produsse il cortometraggio Service Under Johnston and Lee, dedicato alle figure dei due generali confederati Stonewall Jackson e Robert E. Lee.
- L'auto usata nel telefilm Hazzard si chiama Generale Lee e ha una bandiera della confederazione sul tetto. In origine si sarebbe dovuta chiamare Traveller, come il suo cavallo, ma poi la produzione del telefilm decise che il nome non andava bene perché la storia del cavallo del Generale Lee era sconosciuta al di fuori degli Stati Uniti.
- In Gods and Generals di Ronald F. Maxwell (2003), Lee è interpretato dall'attore Robert Duvall, che è un discendente dello stesso Lee.
- In Gettysburg di Ronald F. Maxwell (1993), Lee è interpretato dall'attore Martin Sheen.
- In South Park nella quattordicesima puntata della terza stagione “la guerra civile è un'opinione”, Eric Cartman prende il posto di Lee nella rievocazione storica della guerra civile.

## Monumenti
Un certo numero di siti geografici è stato dedicato alla sua memoria per onorarlo:
- diverse contee (Contea di Lee (Alabama), Contea di Lee (Arkansas), Contea di Lee (Carolina del Nord), Contea di Lee (Carolina del Sud), Contea di Lee (Florida), Contea di Lee (Georgia), Contea di Lee (Illinois), Contea di Lee (Iowa), Contea di Lee (Kentucky), Contea di Lee (Mississippi), Contea di Lee (Texas), Contea di Lee (Virginia)).
- Metà di Leesville (Batesburg-Leesville (Carolina del Sud).
- Fort Lee nella contea di Prince George, in Virginia.
- Autostrada Lee (Lee Highway), un'arteria automobilistica nazionale statunitense che unisce New York e San Francisco (California) passando per il Sud e il Sud-est del paese.

Diversi monumenti sono stati costruiti in sua memoria:
- Arlington House, anche nota come "Custis-Lee Mansion", localizzata attualmente nel Cimitero nazionale di Arlington (Arlington National Cemetery), è ricordata nelle guide dei Parchi Nazionali statunitensi come monumento della sua famiglia.
- Una statua equestre di Lee, realizzata dallo scultore francese Jean Antonin Mercié è sita al centro di Richmond (Virginia), lungo la famosa Monument Avenue, che ospita quattro altre statue di famosi personaggi della Confederazione. Tale monumento fu inaugurato il 29 maggio 1890. Più di 100 000 persone assistettero alla cerimonia. Durante le proteste per l'uccisione di George Floyd, la statua è stata vandalizzata. Il 3 giugno 2020, il governatore della Virginia Ralph Northam ha annunciato la rimozione che è avvenuta in data 10 luglio 2021.[6][7][8]
- Il Virginia State Memorial sul campo di Gettysburg è sovrastato da una statua equestre di Lee realizzata da Frederick William Sievers, orientata grosso modo in direzione della carica di Pickett.

## Albero genealogico
|                   |             |                          | Genitori            |  |  | Nonni |  |  | Bisnonni    |  |  | Trisnonni      |  |
|                   |             |                          |                     |  |  |       |  |  | Henry Lee I |  |  | Richard Lee II |  |
|                   |             |                          |                     |  |  |       |  |  | Henry Lee I |  |  | Richard Lee II |  |
|                   |             | Laetitia Corbin          |                     |  |  |       |  |  | Henry Lee I |  |  |                |  |
| Henry Lee II      |             |                          |                     |  |  |       |  |  | Henry Lee I |  |  |                |  |
|                   |             | Mary Bland               | Richard Bland       |  |  |       |  |  |             |  |  |                |  |
|                   |             | Mary Bland               | Richard Bland       |  |  |       |  |  |             |  |  |                |  |
|                   |             | Mary Bland               | Elizabeth Randolph  |  |  |       |  |  |             |  |  |                |  |
| Henry Lee III     |             | Mary Bland               |                     |  |  |       |  |  |             |  |  |                |  |
|                   |             | Charles Grymes           | John Grymes         |  |  |       |  |  |             |  |  |                |  |
|                   |             | Charles Grymes           | John Grymes         |  |  |       |  |  |             |  |  |                |  |
|                   |             | Charles Grymes           | Alice Towneley      |  |  |       |  |  |             |  |  |                |  |
| Lucy Grymes       |             | Charles Grymes           |                     |  |  |       |  |  |             |  |  |                |  |
|                   |             | Frances Jennings         | Edmund Jennings     |  |  |       |  |  |             |  |  |                |  |
|                   |             | Frances Jennings         | Edmund Jennings     |  |  |       |  |  |             |  |  |                |  |
|                   |             | Frances Jennings         | Frances Corbin      |  |  |       |  |  |             |  |  |                |  |
| Robert Edward Lee |             | Frances Jennings         |                     |  |  |       |  |  |             |  |  |                |  |
|                   | John Carter | Robert Carter I          |                     |  |  |       |  |  |             |  |  |                |  |
|                   | John Carter | Robert Carter I          |                     |  |  |       |  |  |             |  |  |                |  |
|                   | John Carter | Judith Armistead         |                     |  |  |       |  |  |             |  |  |                |  |
| Charles Carter    | John Carter |                          |                     |  |  |       |  |  |             |  |  |                |  |
|                   |             | Elizabeth Hill           | Edward Hill III     |  |  |       |  |  |             |  |  |                |  |
|                   |             | Elizabeth Hill           | Edward Hill III     |  |  |       |  |  |             |  |  |                |  |
|                   |             | Elizabeth Hill           | Elizabeth Williams  |  |  |       |  |  |             |  |  |                |  |
| Anne Hill Carter  |             | Elizabeth Hill           |                     |  |  |       |  |  |             |  |  |                |  |
|                   |             | Bernard Moore            | Augustine Moore Sr. |  |  |       |  |  |             |  |  |                |  |
|                   |             | Bernard Moore            | Augustine Moore Sr. |  |  |       |  |  |             |  |  |                |  |
|                   |             | Bernard Moore            | Elizabeth Todd      |  |  |       |  |  |             |  |  |                |  |
| Anne Butler Moore |             | Bernard Moore            |                     |  |  |       |  |  |             |  |  |                |  |
|                   |             | Anne Catherine Spotswood | Alexander Spotswood |  |  |       |  |  |             |  |  |                |  |
|                   |             | Anne Catherine Spotswood | Alexander Spotswood |  |  |       |  |  |             |  |  |                |  |
|                   |             | Anne Catherine Spotswood | Anne Butler Brayne  |  |  |       |  |  |             |  |  |                |  |
|                   |             | Anne Catherine Spotswood |                     |  |  |       |  |  |             |  |  |                |  |